# Roberto Calcaterra
Roberto Calcaterra (Civitavecchia, 6 de febrero de 1972) es un deportista italiano, en la disciplina de waterpolo.

## Biografía
Ha sido internacional con la selección italiana de waterpolo en numerosas ocasiones.

## Clubes
- Civitavecchia ( Italia)
- Systema Leonessa BS ( Italia)

## Palmarés
Internacional:
- Medalla de Bronce en la olimpiada de Atlanta 1996
- 5.º en la olimpiada de Sídney 2000
- Medalla de plata en el Campeonato Mundial de Barcelona 2003
- 4.º en el campeonato Mundial de Fukuoka 2001
- Medalla de oro en el campeonato europeo de Sheffield 1993
- Medalla de oro en el campeonato europeo de Viena 1995
- Medalla de bronce en el campeonato europeo de Florencia 1999
- Medalla de plata en el campeonato europeo de Budapest 2001
- 9.º en el campeonato europeo de Krani 2003
- Medalla de plata en la FINA world Cup Atlanta 1995
- Medalla de plata en la FINA world Cup Sydney 1999
- Medalla de oro en la FINA world Cup Roma 1994
- 4.º en la FINA world Cup Belgrado 2002
- 5.º en la FINA world Cup Perth 1998